# 四仔主義
四仔主義指香港人步入中產階級的生活態度。自1970年代後，香港經濟起飛，市民心目中理想的生活已由基本溫飽，提升至置業（屋仔）、結婚（老婆仔／老公仔）、有車（車仔）、養狗（狗仔，亦有說是「BB仔」），此種生活態度被戲稱為「四仔主義」。

## 背景
在「四仔主義」形成的1970年代至1990年代，香港戰後難民的新一代逐漸成長，經濟及流行文化起飛，這段期間，香港人經歷了六七暴動、1970年代初秀茂坪山泥傾瀉、俗稱「魚翅撈飯」的股市暴升年代，不少論者視此為香港黃金年代。　
1970年代至1980年代期間，大學生圈開始以「四仔主義」形容自己的生活態度，以此與追求理想的學生劃下界線。「四仔主義」指人生四大目標，包括「屋仔」、「車仔」、「老婆仔」與「生返個仔」（又或「養番狗仔」），旨在追求個人享樂及中產生活，而不再追逐火紅年代等理想主義夢想。
四仔主義的反思、追求、背後的價值，至今仍是香港文化圈時而談討的話題。　